# Hérica Tibúrcio
Hérica Tibúrcio (Toledo, 1º gennaio 1993) è una lottatrice di arti marziali miste brasiliana.
Combatte nella divisione dei pesi atomo per l'organizzazione statunitense Invicta FC, nella quale è l'attuale campionessa di categoria dal 2014 e la prima campionessa non statunitense dei pesi atomo nella storia della promozione nonché la più giovane, avendo vinto il titolo all'età di ventuno anni.
È un'atleta molto abile nel grappling grazie alle sue doti nel jiu jitsu brasiliano, e con i suoi 150 cm di altezza è in assoluto uno dei più bassi di statura tra i fighter di successo.
Per il sito specializzato MMARising.com Tibúrcio è la 12-esima lottatrice più forte del mondo pound for pound e per le classifiche unificate è la lottatrice più forte del mondo nella categoria dei pesi atomo.

## Biografia
Hérica Tibúrcio nasce nel 1993 a Toledo nello stato del Minas Gerais, e cresce successivamente a Bragança Paulista nello stato di San Paolo.
Prima del debutto nelle MMA, avvenuto nel maggio del 2011 all'età di 18 anni, Hérica era un'esperta di jiu jitsu brasiliano ed iniziò a dedicarsi a tale disciplina quando ancora era quindicenne.

## Carriera nelle arti marziali miste

### Inizi in Brasile
Hérica Tibúrcio inizia la propria carriera di lottatrice professionista di MMA con alcuni incontri nello stato di San Paolo: nel solo 2011 vince tre match e tutti per sottomissione alla prima ripresa, sconfiggendo anche la promettente Camila Lima; Hérica combatte nella divisione dei pesi paglia (limite di 52 kg di peso) dove con i suoi 150 cm di altezza appare spesso ben più piccola delle sue avversarie.
Nel 2012 passa a gabbie più importanti a livello nazionale come quella del circuito solo al femminile Pink Fight, dove sconfigge prima Alessandra Silva (record: 2-7) e poi Cyrlania Onelina "Lany" Souza per sottomissione.
Lo stesso anno arriva però la prima sconfitta in carriera nel rematch contro Camila Lima (record: 4-3), la quale si impose per decisione non unanime dei giudici di gara.
Nel 2013 Tibúrcio sfida la fuoriclasse della Nova União Cláudia Gadelha, la quale una volta nella gabbia era più pesante di 10 kg rispetto all'avversaria: Hérica venne sconfitta nuovamente ai punti.
Quell'anno arrivò la chiamata dalla promozione MMA Super Heroes, la quale inserì Hérica in un torneo dei pesi paglia formato da quattro atlete: in semifinale superò Kinberly Novaes per mezzo di una leva al braccio, ed in finale avrebbe dovuto affrontare la vincente tra Camila Lima e Vanessa Guimarães, ma quest'ultimo incontro non si concretizzò ed il torneo venne sospeso; in novembre ottenne comunque un'altra sfida e si sbarazzò velocemente di Chayen Gaspar per sottomissione.
Nel 2014 tornò a competere in MMA Super Heroes 3, dove si impose su Aline Sattelmayer (record: 5-4).

### Invicta Fighting Championships
Quell'anno venne messa sotto contratto dalla prestigiosa organizzazione statunitense Invicta FC, la quale assegnò un ruolo da contendente a Hérica Tibúrcio nella divisione dei pesi atomo (limite di 48 kg), divisione che meglio si addice al fisico di Hérica che nonostante il taglio di categoria risultava ancora tra le atlete più basse del circuito.
Avrebbe dovuto esordire in novembre contro la forte grappler giapponese Ayaka Hamasaki (record: 10-1) in un incontro che avrebbe determinato il nuovo contendente al titolo che era saldamente nelle mani dell'atleta copertina dell'organizzazione Michelle Waterson, ma proprio Hérica ebbe problemi con il visto d'ingresso e l'incontro saltò.
Per sua fortuna il successivo evento Invicta FC 10 programmato per dicembre perse il main match che avrebbe dovuto coinvolgere la star Cris Cyborg, e così Michelle Waterson accettò di difendere il titolo proprio contro Hérica Tibúrcio che quindi al primo incontro come peso atomo si ritrovò a lottare per il maggior traguardo di campionessa e #1 al mondo nella divisione nonostante i grandi sfavori del pronostico (era data a +400): l'incontro fu equilibrato nei primi due round, e all'inizio della terza ripresa Hérica dalla monta riuscì a proiettare Waterson con un DDT e in sequenza chiuse una ghigliottina che impose la resa alla campionessa in carica; Hérica Tibúrcio divenne la nuova campionessa dei pesi atomo Invicta FC, la prima non statunitense nella storia della promozione in quella divisione di peso e a 21 anni di età anche la più giovane campionessa Invicta FC, ed ottenne anche i premi Fight of the Night e Performance of the Night, nonché il riconoscimento Upset of the Year agli Invicta FC Awards di fine anno e l'importante Fight of the Year ai 2014 Women's Mixed Martial Arts Awards.

### Risultati nelle arti marziali miste
| Risultato | Record | Avversario        | Metodo                       | Evento                                   | Data             | Round | Tempo | Città                          | Note                                      |
| --------- | ------ | ----------------- | ---------------------------- | ---------------------------------------- | ---------------- | ----- | ----- | ------------------------------ | ----------------------------------------- |
| Vittoria  | 11-4   | Tessa Simpson     | Decisione (split)            | Invicta FC 23: Porto vs. Niedźwiedź      | 20 maggio 2017   | 3     | 5:00  | Missouri, Stati Uniti          | Performance of the Night                  |
| Vittoria  | 10-4   | Simona Soukupova  | Decisione (unanime)          | Invicta FC 20: Evinger vs. Kunitskaya    | 11 marzo 2016    | 3     | 5:00  | Las Vegas, Stati Uniti         |                                           |
| Sconfitta | 9-4    | Jinh Yu Frey      | Decisione (unanime)          | Invicta FC 16: Hamasaki vs. Brown        | 11 marzo 2016    | 3     | 5:00  | Las Vegas, Stati Uniti         |                                           |
| Sconfitta | 9-3    | Ayaka Hamasaki    | Decisione (split)            | Invicta FC 13: Cyborg vs. Van Duin       | 9 luglio 2015    | 5     | 5:00  | Las Vegas, Stati Uniti         | Perde il titolo dei Pesi Atomo Invicta FC |
| Vittoria  | 9-2    | Michelle Waterson | Sottomissione (ghigliottina) | Invicta FC 10: Waterson vs. Tiburcio     | 5 dicembre 2014  | 3     | 1:04  | Houston, Stati Uniti           | Vince il titolo dei Pesi Atomo Invicta FC |
| Vittoria  | 8–2    | Aline Sattelmayer | Decisione (unanime)          | MMA Super Heroes 3                       | 30 marzo 2014    | 3     | 5:00  | San Paolo, Brasile             |                                           |
| Vittoria  | 7–2    | Chayen Gaspar     | Sottomissione (armbar)       | Circuito Talent de MMA 5: Etapa Campinas | 23 novembre 2013 | 1     | 1:57  | Campinas, Brasile              |                                           |
| Vittoria  | 6–2    | Kinberly Novaes   | Sottomissione (armbar)       | MMA Super Heroes 1                       | 13 luglio 2013   | 3     | 3:54  | Louveira, Brasile              | Torneo dei Pesi Paglia MMASH, Semifinale  |
| Sconfitta | 5-2    | Cláudia Gadelha   | Decisione (unanime)          | Max Sport: 13.2                          | 11 maggio 2013   | 3     | 5:00  | San Paolo, Brasile             |                                           |
| Sconfitta | 5–1    | Camila Lima       | Decisione (non unanime)      | Supreme FC                               | 1º dicembre 2012 | 3     | 5:00  | Campinas, Brasile              |                                           |
| Vittoria  | 5–0    | Lany Souza        | Sottomissione (armbar)       | Pink Fight 2                             | 10 marzo 2012    | 1     | 3:30  | Campos dos Goytacazes, Brasile |                                           |
| Vittoria  | 4–0    | Alessandra Silva  | Decisione (unanime)          | Pink Fight                               | 29 gennaio 2012  | 3     | 5:00  | Porto Seguro, Brasile          |                                           |
| Vittoria  | 3–0    | Bruna Paiffer     | Sottomissione (ghigliottina) | Full Heroes Battle 4                     | 25 giugno 2011   | 1     | 3:10  | Paranaguá, Brasile             |                                           |
| Vittoria  | 2–0    | Camila Lima       | Sottomissione (ghigliottina) | Centurion Fight Combat                   | 18 giugno 2011   | 1     | 2:30  | Campinas, Brasile              |                                           |
| Vittoria  | 1–0    | Daniela Souza     | Sottomissione (armbar)       | FPMMA: Combat                            | 30 maggio 2011   | 1     | 0:56  | San Paolo, Brasile             |                                           |